# NBC 라디오 사가
NBC 라디오 사가(일본어: NBCラジオ佐賀)는 나가사키현에 있는 라디오 방송국 나가사키 방송의 중파방송 중계국인 사가방송국의 일반적인 통칭이자 나가사키 방송의 하청을 받는 자회사의 회사명이다.

## 개요
- 1958년 8월 1일 개국했으며 FM방송국인 FM사가가 1992년 4월 1일 개국하기 전까지 사가현만을 방송구역으로 하는 민영 라디오 방송국이 없었기 때문에 사실상 사가현의 유일한 민영 라디오 방송국 같은 존재였다.
- 기본적으로는 나가사키현을 방송 대상 지역으로 하는 나가사키본국(JOUR:1233KHz)의 중계국이지만 사가현 전용으로 독자적인 와이드 프로그램을 이른 아침부터 저녁까지 방송했었으며 이와 더불어 광고도 사가현 쪽의 광고를 방송한다.
- 나가사키 방송의 지국이지만, 도쿄의 라디오 프로그램 제작 회사가 제작한 음악·토크 프로그램등을 사가 방송국이 독자적으로 구입해 사가현에서만 방송하고 있다.또, 나가사키 본국과 네트워크 관계를 맺는 JRN과NRN의 프로그램 일부를 시차방송하는 것도 많다. 덧붙여 텔레비전 방송국은 설치하지 않았다.
- 분카 방송제작·NRN 계열국 네트워크 방송인 「뉴스퍼레이드」에서 사가현의 정보를 방송할 때,방송국명을「나가사키 방송」이 아닌 「NBC 라디오 사가」라고 호칭한다.
- 가라쓰 중계국의 주파수가 1485kHz였던 무렵 일부지역에서 규슈아사히 방송 라디오 방송국 오무타 중계국과 혼신이 있었다.

## 주파수
| 중계국             | 콜사인 | 주파수  | 출력 | 비고                                                                                         |
| ------------------ | ------ | ------- | ---- | -------------------------------------------------------------------------------------------- |
| 사가 방송국        | JOUO   | 1458kHz | 1kW  | 1992년 방숭국 부지에 있던 송신소를 NHK 사가 방송국이 사용하는 나베시마 라디오 송신소로 이전. |
| 사가 FM 보완중계국 |        | 93.5MHz | 500W |                                                                                              |
| 가라쓰 중계국      |        | 1458kHz | 100W | 1999년 이전에는 1485kHz로 방송을 송출했었다.                                                 |
| 아리타 중계국      |        | 1458kHz | 100W |                                                                                              |
| 이마리 중계국      |        | 1116kHz | 100W |                                                                                              |

## 사가현에 있는 다른 텔레비전·라디오 방송국
- NHK 사가 방송국
- 사가 TV (STS) (후지 TV계열)
- FM사가 (FMS) (JFN계열)